# Michael Levin
Michael Levin é um físico estadunidense.
Levin obteve um doutorado em 2006 no Instituto de Tecnologia de Massachusetts, orientado por Xiao-Gang Wen. É professor associado da Universidade de Chicago.
Recebeu o New Horizons in Physics Prize de 2020.

## Publicações selecionadas
- Protected edge modes without symmetry, Phys. Rev. X, Volume 3, 2013, p. 021009, Arxiv
- com Z.-C. Gu: Braiding statistics approach to symmetry-protected topological phases, Phys. Rev. B, Volume 86, 2012, p. 115109, Arxiv
- com A. Stern:.Fractional topological insulators, Phys. Rev. Lett., Volume 103, 2009, p. 196803, Arxiv
- com Cody P. Nave: Tensor renormalization group approach to 2D classical lattice models, Phys. Rev. Lett., Volume 99, 2007, p. 120601, Arxiv
- com X.-G. Wen: Detecting topological order in a ground state wave function, Phys. Rev. Lett., Volume 96, 2006, p. 110405, Arxiv
- com Xiao-Gang Wen: Fermions, strings, and gauge fields in lattice spin models, Phys. Rev. B, Volume 67, 2003, p. 245316, Arxiv